# Erik Lönnberg
Erik Lönnberg, född 1696 i Högsjö socken, död 14 april 1743 i Överkalix socken, var en svensk präst.
Lönnberg, som var bondson, inskrevs 1711 vid Härnösands gymnasium under namnet Boberg men antog senare namnet Lönnberg. I oktober 1715 blev han student vid Uppsala universitet, där han i februari 1728 disputerade under Johan Hermanssons presidium och i juni samma år promoverades till filosofie magister. I september samma år prästvigdes han till adjunkt i Nordingrå församling. I mars 1733 kallades han till nådårspredikant i Överkalix församling. Där ville man att Lönnberg skulle konservera prästhuset och gifta sig med den avlidne kyrkoherden Isak Salomonsson Grapes 16-åriga dotter. Emellertid förklarade hon att det saknades tycke, men Lönnberg förordnades ändå i mars 1734 till kyrkoherde i Överkalix församling.
Lönnberg gifte sig med Sofia Kråka, som var dotter till rådmannen Anders Kråka och Margareta Halsius samt dotterdotter till kyrkoherden Johannes Halsius i Överkalix. I makarnas äktenskap föddes sonen Anders Lönnberg som blev konrektor i Piteå och avled där 1806. Efter Lönnbergs död 1743 gifte hon om sig med hans efterträdare Jonas Nordwall, som senare blev kyrkoherde i Råneå församling. Hon avled 1797 i sin svärson prosten Olof Hamréns hem i Lövånger. 